# Феттер, Йоханнес
Йоханнес Феттер (нем. Johannes Vetter, род. 26 марта 1993 года) — немецкий метатель копья, чемпион мира 2017 года, бронзовый призёр чемпионата мира 2019 года. Участник летних Олимпийских игр 2016 и 2020 годов. Обладатель второго результата в истории метания копья — 97,76 м (2020).

## Биография и карьера
На своём первом чемпионате мира, в 2015 году, в Китае. Феттер с результатом 83,79 метра занял итоговое седьмое место. 
В 2016 году принял участие в летних Олимпийских играх в Бразилии. В финальных соревнованиях он метнул снаряд на 85,32 метра и занял итоговое четвёртое место. 
11 июля 2017 года в Люцерне метнул на 94,44 м, установив рекорд Германии. На чемпионате мира 2017 года, который проходил в Лондоне, он занял первое место, метнув копьё на 89,89 метров и стал чемпионом планеты. 
На чемпионате Европы-2018 в Берлине он метнул снаряд на 83,27 метра в итоговом протоколе стал только пятым. 
На предолимпийском чемпионате мира, который проходил в 2019 году в Дохе, немецкий атлет завоевал бронзовую медаль, отправив снаряд на 85,37 метров.
6 сентября 2020 года в польском Хожуве на стадионе с закрытой крышей показал результат 97,76 м, лишь на 72 см хуже мирового рекорда Яна Железного, установленного в 1996 году. Также в ходе этих соревнований показал результат 94,84 м.
29 мая 2021 года там же в Хожуве метнул копьё на 96,29 м — третий результат в истории.
На Олимпиаде в Токио уверенно вышел в финал, показав второй результат в квалификации (85,64 м). В финале метнул только на 82,52 м и занял девятое место, не попав в число восьми метателей, которым полагается ещё три попытки.

## Политическая деятельность
На местных выборах в 2019 году Феттер был избран кандидатом свободных избирателей в муниципальный совет Оффенбурга.